# سانتياغو لوبيز بيسيرا
سانتياغو لوبيز بيسيرا (بالإسبانية: Santiago López Becerra)‏ هو سياسي مكسيكي، ولد في 21 أكتوبر 1949 في ولاية مكسيكو في المكسيك. حزبياً، نشط في حزب الثورة الديمقراطية. وقد انتخب عضو مجلس النواب المكسيك.